# Фушімі (1906)
«Фушімі» (яп. 伏見) — річковий канонерський човен в Імперському флоті Японії. Служив у Китаї в міжвоєнний період.

## Історія
«Фушімі» був другою канонеркою в Імператорському флоті Японії, розробленою спеціально для служби на річках. Необхідність наявності кораблів на річках Китаю для захисту японських комерційних інтересів у різних договірних портах була усвідомлена ще до Боксерського повстання. Японський уряд звернувся до Сполученого Королівства і замовив дві таких канонерки в 1903 році: «Суміда» — Джон І. Торникрофт і ко, а другий «Fushimi» — Yarrow Shipbilders в Шотландії.
«Фушімі» був закладений 22 березня 1903 року і мав бути відправлений в Шанхай для остаточної добудови фірмою Kawasaki. Однак через офіційний нейтралітет Великої Британії в російсько-японській війні незакінчений корабель був затриманий у Гонконзі до кінця конфлікту. Нарешті він був спущений на воду у Шанхаї 8 серпня 1906 року і зданий в експлуатацію в Імперський японський флот як канонерський човен другого класу 1 жовтня 1906 року.
«Фушімі» базувався у міжнародному поселенні в Шанхаї. Завдяки своєму більш потужному двигуну він міг діяти на ділянці Трьох ущелин верхньої течії річки Янцзи і був першим японським військовим кораблем, який зайшов у Чунцін у квітні 1907 року.
Під час Першої світової війни через офіційний нейтралітет Китайської Республіки зброя «Фушімі» була поміщена під замок в 1914 році і не була звільнена, поки Китай офіційно не приєднався до союзників.
«Фушімі» брав участь у ранніх етапах Другої китайсько-японської війни, починаючи з першого Шанхайського інциденту в 1931 році. «Фушімі» продовжував діяти на річці Янцзи в Китаї на початку 1930-х років, але вже вважався застарілим і був викреслений зі списку військово-морського флоту 1 березня 1935 року. Його було утилізовано 31 березня 1935 року в Шанхаї.